# Lupinus bangii
Lupinus bangii är en ärtväxtart som beskrevs av Henry Hurd Rusby. Lupinus bangii ingår i släktet lupiner, och familjen ärtväxter. Inga underarter finns listade i Catalogue of Life.